# Amphelictogon flexus
Amphelictogon flexus är en mångfotingart som beskrevs av Loomis 1938. Amphelictogon flexus ingår i släktet Amphelictogon och familjen Chelodesmidae. Inga underarter finns listade i Catalogue of Life.